# 多変数多項式
代数学における適当な単位的可換環 A に係数を持つ多変数多項式（たへんすうたこうしき、英: multivariable polynomial; multivariate polynomial, 仏: polynôme en plusieurs indéterminées, 多元多項式）は、不定元 X に関する一変数多項式環 A[X] を一般化する A-結合多元環の元を言う。有限個の不定元に関する多項式環 A[X1, …, Xn] は n に関して帰納的に構成できる。すなわち、この多項式環は、一つの不定元 Xn の多項式環 A[X1, …, Xn–1] に係数を持つ多項式全体の成す環である。任意の添字集合 I（無限集合でもよい）で添字付けられた任意個数の不定元 Xi (i ∈ I) に関する多項式環 A[(Xi)i∈I] は、I の任意の有限部分集合 J に対する多項式環 A[(Xi)i∈J] を亙る「合併」として定義される。より精確には、I が有限でも無限でも、A[(Xi)i∈I] はモノイド環として定義できる。それはつまり、モニック単項式（つまり有限個の不定元 Xi からなる冪積）全体の成すモノイドを考え、それら単項式の A-係数の形式線型結合として多項式は定義されるということである。
以下本項では、A は単位的可換環とし、A-多元環は結合的かつ単位的な多元環を意味するものとする。

## 帰納的構成

### 有限変数の帰納的構成
n 変数の A-係数多項式環 A[X1, …, Xn] は n に関して帰納的に定義される :
- 0 個の不定元に関する A-係数多項式環とは、単に A それ自身のこととする。
- n > 1 に対し、A[X1, …, Xn] は、係数環 B がひとつ前のステップで構成済みの多項式環 A[X1, …, Xn–1] となっている多項式環 B[Xn] である。

定義により、（帰納的に）直ちにわかることは A[X1, …, Xn] は
- 可換環であり、整域となるための必要十分条件は A がそうであることである。
- A を部分環として含み、したがって A-多元環となる。
- A-加群として自由であり、その標準基底は単項式 X k1
1 ⋯X kn
n （各 ki は非負整数）の全体で与えられる。

上記の帰納的定義をより具体的に書けば、A[X1, …, Xn] の元は {\displaystyle P=\sum _{j=0}^{m}P_{j}X_{n}^{j}\qquad (P_{j}\in A[X_{1},\dotsc ,X_{n-1}])} なる形の有限和に書けて、さらに各 Pj は {\displaystyle P_{j}=\sum _{k_{1},\dotsc ,k_{n-1}\in \{0,\dotsc ,d_{j}\}}a_{k_{1},\dotsc ,k_{n-1},j}X_{1}^{k_{1}}\dotsb X_{n-1}^{k_{n-1}}\qquad (a_{k_{1},\dotsc ,k_{n-1},j}\in A)} なる有限和に書けるということになる。あるいは、m 個の d0, …, dm の上界を d として、Pj および A に属する係数のリストを適当に 0 で埋めれば、{\displaystyle P_{j}=\sum _{k_{1},\dotsc ,k_{n-1}\in \{0,\dotsc ,d\}}a_{k_{1},\dotsc ,k_{n-1},j}X_{1}^{k_{1}}\dotsb X_{n-1}^{k_{n-1}}} と多少簡単に書けて、最終的に n 変数多項式は {\displaystyle P=\sum _{j=0}^{d}P_{j}X_{n}^{j}=\sum _{k_{1},\dotsc ,k_{n-1},j\in \{0,\dotsc ,d\}}a_{k_{1},\dotsc ,k_{n-1},j}X_{1}^{k_{1}}\dotsb X_{n-1}^{k_{n-1}}X_{n}^{j}} なる形をしている。

### 無限変数への拡張
上記の定義からわかることとして:
- 多項式環 A[X1, …, Xn] は（自然同型が存在するという意味において）構成に現れる不定元を添加する順番に依らず定まる。この環を A[(Xi)i∈{1,…,n}] と書いたり（不定元の添字の付け替えも含めて）順序付けられていない n 元集合 I を用いて A[(Xi)i∈I] と書いたりもする。
- 任意の部分集合 J ⊂ I に対して A[(Xj)j∈J] は A[(Xi)i∈I] の部分環となる。

これらの事実により、任意の集合 S（これは有限でなくても、さらに可算でさえなくてもよい）に対する多項式環 A[(Xs)s∈S] を定義することが可能であり、それは S の有限部分集合 I すべてに亘る A[(Xi)i∈I] の合併（厳密には帰納極限）として定まる。
いくつかの基本性質はこの定義から直ちに得られる:
- 多項式環 A[(Xs)s∈S] が整域となるための必要十分条件は A がそうであることである。
- 任意の部分集合 J ⊂ S に対し、多項式環 A[(Xs)s∈S] は A[(Xj)j∈J][(Xk)k∈S∖J] と同一視される。
- S がその部分集合の（包含関係を順序として）成す鎖 F の合併に一致するならば A[(Xs)s∈S] は F に属する I すべてに亘る A[(Xi)i∈I] の合併に一致する。

## モノイド環としての構成
同じ構造を定義するという意味で同値な、別の構成法は、一変数多項式のときの構成を（不定元の冪の列ではなく冪積の族に対して）「模倣」することからなる。これにより、多項式環の普遍性を鮮やかに示すことができる。

### モニック単項式のモノイド
不定元の添字からなる（任意の）集合 S に、S 上の自由可換モノイドを対応付ける。
加法的記法を用いて、考えたい自由可換モノイドは、S から非負整数全体の成す集合 ℕ への、台が有限な写像（つまり、有限個の例外を除く全ての成分が 0 となる非負整数の族 (ks)s∈S）全体の成す集合 ℕ(S) に成分ごとの和を入れたものとして書くことができる。各 s ∈ S に対し、このモノイドの元 es を s において 1, それ以外では 0 となるような S から ℕ への写像と定めれば、(es)s∈S はこの可換モノイドの「基底」となる。それはつまり ℕ(S) の各元が es の形の元の有限和（各 es は何度も重複して用いてよい）として一意に書けるという意味である。具体的に (ks)s∈S は 0 でない非負整数 ks 全て（それは有限個しかない）に対する kses の和である。
モニック単項式全体の成すモノイド MS も同じく S 上の自由可換モノイドであるが、記法は乗法的であり、標準基底は (Xs)s∈S と書かれる。すなわち、任意のモニック単項式は Xs の冪の有限積として一意に表される。

### 対応するモノイド環
多項式環 A[(Xs)s∈S] は、モノイド MS の A-係数モノイド環 A[MS] として定義される。すなわち、各多項式 P はモニック単項式の A-係数形式線型結合である。これはまた ℕ(S) から A への有限台付き写像とも解釈でき、それは有限個の例外を除く全ての成分が 0 となる各族 (ks)s∈S に対し、P における単項式 ∏s∈S X ks
s  の係数を対応させる写像として表される。
したがって多項式環 A[MS] は MS 上の A-自由加群であり、モノイド MS における乗法を線型に拡張した A-多元環の乗法を一意に備える。

## 記法
A[(Xs)s∈S] の多項式 P の記法にはいくつかある:
- 一つは前節までに用いていたもの: {\displaystyle P=\sum _{(k_{s})\in \mathbb {N} ^{(S)}}a_{(k_{s})}\prod _{s\in S}X_{s}^{k_{s}},\quad (a_{(k_{s})}\in A).}
- いま一つはより簡潔である。モノイド MS の元である族 (ks)s∈S を k と書き、対応するモニック単項式を Xk と書いて {\displaystyle P=\sum _{k\in \mathbb {N} ^{(S)}}a_{k}X^{k},\quad (a_{k}\in A)} と表す。これは多重添字記法である。

## 性質

### 普遍性
簡単のため、n 変数多項式環 A[X1, …, Xn] を考える。すると、任意の可換 A-多元環 B と B の元の n-組 (b1, …, bn) に対し、評価準同型と呼ばれる A[X1, …, Xn] から B への一意的な A-多元環準同型が存在して、各 Xi は同じ添字の bi に写る。この性質と準同型定理を併せれば、有限型 A-可換多元環が適当な n に対する多項式環 A[X1, …, Xn] の剰余環に同型となることが示される。したがって、そのような多元環からほかの可換 A-多元環への準同型の構成にそれは本質的である。
より一般に、多項式環は以下の普遍性によって特徴付けられる:
多項式環の普遍性
任意の可換 A-多元環 B と B の元の族 (bs)s∈S が与えられたとき、一意的な A-多元環準同型 φ: A[(Xs)s∈S] → B が存在して、{\displaystyle \varphi (X_{s})=b_{s}\quad (\forall s\in S)} が成り立つ。
例
- A が B の部分環のとき、上記の評価準同型の像は A および bs の生成する B の部分環 A[(bs)s∈S] である。
- 可換環 C に対し、任意の準同型 ψ: A → C は普遍性により一意な準同型 φ:  A[(Xs)s∈S] → C[(Xs)s∈S] に延長されて、φ(Xs) = Xs (∀s ∈ S) が成り立つ。これは不定元の集合を固定した多項式環の間の係数環の取り換えに関する函手性に読み替えることができる。したがって、φ の像は ψ の像を D として D[(Xs)s∈S] であり、φ の核は ψ の核の生成するイデアルに一致する。

### 次数
一変数多項式に関するいくつかの定義は一般化される:
- 単項式とは、A の各元と MS の各元との積を言う。このとき
  - A の元をこの単項式の係数と呼ぶ。
  - 単項式の次数は MS の元に現れる不定元の冪指数の和を言う。
- 非零多項式の次数は、この多項式に現れる単項式の次数のうち最大のものを言う。（零多項式の次数は負の無限大とする。）
- 定数多項式は零多項式または零次多項式である。
- 多項式の定数項は零次の単項式の係数である。

他方、例えば「モニック多項式」や「最高次単項式」のような概念はもはや意味を為さない。
整域上の多項式環では、一変数の場合と同様に、二つの非零多項式の積の次数は各多項式の次数の和に等しい。
A が可換体のとき、多項式環 A[X] はユークリッド環であった。これは多変数の場合には拡張されない。例えば、二変数多項式環 A[X, Y]は、X, Y の生成するイデアル (X, Y) が主イデアルでないから、主環でない（したがってユークリッド環にはならない）。
したがってより弱い性質を見る必要がある。一変数の場合において、次数の概念はヒルベルトの基定理「A がネーター環ならば多項式環 A[X] もそうである」を確立することを可能にする。 A[X1, …,Xn] の帰納的定義から、直ちに以下を得る:
定理 (ヒルベルトの基定理)
A がネーター環ならば、有限個の変数に関する A-係数多項式環もそうである。
この結果は無限変数の場合には拡張できない。例えば A[(Xn)n∈ℕ] のイデアル列 (X0, …, Xn) (n ∈ ℕ) は真に増大するから、この環はネーターでない。
代数的整数論の基本的な結果に従えば、代数体の任意の整数環は有限型 ℤ-加群、より強く、有限型可換 ℤ-多元環であり、したがってそれは多項式環の普遍性により ℤ[X1, …,Xn] の剰余環で、ネーターとなる。その帰結として
命題
代数体の（代数的）整数からなる任意の環はネーターである。

### 函手性
環 A が一意分解環ならば A[X] もそうである。帰納的に有限または無限変数の多項式環もまた、一意分解環となる（一意分解環の項も参照）:
命題
A-係数の多変数多項式環が一意分解環となるための必要十分条件は A がそうであることである。
このように一意分解性が遺伝することはネーター性の場合と異なっている。不定元の数が有限個であることは必要でない。他方、この函手性は剰余環構成では保たれないから、数体には（二次体でさえ）その整数環が一意分解環とならないものが存在する。

### 代数的集合
k を代数閉体とする。k-係数多項式 f(X1, …, Xn) の零点集合は f(x1, …, xn) = 0 を満たす kn の点 (x1, …, xn) 全体の成す集合を言う。kn における代数的集合とは k[X1, …, Xn] に属する多項式からなる族の零点集合の交わりを言う。多項式環 k[X1, …, Xn] はネーターであるから、常に多項式の有限族に対して考えれば十分である。代数的集合は代数幾何学において基本的である。

## 重要な多項式のクラス

### 斉次多項式
次数 d（零または正の整数）の斉次多項式は次数 d の単項式の線型結合である。零多項式は任意の次数 d に対する d-次の斉次多項式と考える。例えば二変数多項式 2X3 + X2Y – 5Y3 は次数 3 の斉次多項式だが、2X3 + X2Y3 – 5Y3 は斉次でない。全次数 d の任意の多項式 P は次数がそれぞれ 0, …, d の斉次多項式 P0, …, Pd の一意的な和に書ける。このとき各 Pi を P の次数 i の斉次成分と言う。先ほどの非斉次の例では、次数 3 の斉次成分は 2X3 – 5Y3, 次数 5 の斉次成分は X2Y3 でそのほかの斉次成分は 0 である。斉次成分への分解を別の述べ方をすれば、A[X1, …, Xn] は Ad[X1, … , Xn] の加群の直和に書ける。ただし d は非負整数を亙り、また Ad[X1, …, Xn] は次数 d の斉次多項式全体の成す A-部分加群とする。それぞれ次数 d, e の二つの斉次多項式の積が次数 d + e の斉次多項式であり、対して和がふたたび斉次となるのは d = e のときに限ることに注意する。
多変数函数のオイラーの定理
P は次数 d の斉次多項式ならば {\displaystyle dP=\sum _{1\leq i\leq n}X_{i}{\partial P \over \partial X_{i}}} が成り立つ。

### 対称多項式
n 変数の対称多項式とは、それが任意の二つの不定元の置換のもとで不変であるときに言う。例えば三変数で XY + YZ + ZX は対称であり、他方 X2Y + Y2Z + Z2X はそうでない。対称性により任意の対称多項式は斉次だが、任意の斉次多項式の場合と異なり、多項式の和と積のもとでこの対称性は保たれるから、対称多項式の全体は多項式環の部分環となる。
基本対称多項式
1 ≤ i ≤ n とするとき、i-次の基本対称多項式 Si は i-次単項式 Xk1⋯Xki を 1≤ k1 < ⋯ < ki ≤ n なる範囲に亙って取った和を言う。例えば、最初は各不定元を一つずつとった和 S1 ≔ X1 + ⋯ + Xn であり、また、すべての不定元を一つずつ掛けた Sn ≔ X1⋯Xn が最後の基本対称多項式である。
対称多項式の基本定理
任意の対称多項式は、基本対称多項式の多項式に一意的に書くことができる。
ニュートンの公式
d > 0 を整数として、Pd ≔ X d
1  + ⋯ + X d
n  は対称多項式であり、d-次のニュートン多項式と呼ばれる。Pd を基本対称多項式の函数として表す式は（上の定理が示唆するように）ニュートンの公式から間接的に導出できる: {\displaystyle {\begin{cases}P_{d}-S_{1}P_{d-1}+S_{2}P_{d-2}+\dotsb +(-1)^{n-1}S_{n-1}P_{d-n+1}+(-1)^{n}S_{n}P_{d-n}=0&(d\geq n)\\[5pt]P_{d}-S_{1}P_{d-1}+S_{2}P_{d-2}+\dotsb +(-1)^{d-1}S_{d-1}P_{1}+(-1)^{d}dS_{d}=0&(d<n)\end{cases}}.} 標数 0 の体上で、これら関係式は基本対称式をニュートン多項式の多項式として書くことを可能にする。特に、有理数体上でニュートン多項式の全体は対称多項式全体の成す環を生成する。
根と係数の関係
P(X) = Xn + a1Xn–1 + ⋯ + an を次数 n > 0 で体に係数を持つ多項式とする。t1, …, tn を P(X) の分解体における P(X) の根（重複があってもよい）とすれば、Si(t1, …, tn) = (–1)i⋅ai (i = 1, …, n) が成り立つ。

## 注